# Walter Pati
Walter Pati, né le 31 mars 2002 à Pago Pago aux Samoa américaines, est un footballeur international samoan américain. Il évolue au poste de défenseur.

## Biographie

### Carrière en club
Il commence sa carrière au Royal Puma. Avec ce club, le défenseur inscrit un triplé pour le club contre les Black Roses le 9 septembre 2017 (victoire 5-0). Le samoan américain est nommé MVP du championnat universitaire pour ses performances avec les South Pacific Academy Dolphins lors de la saison 2019, avec notamment un triplé lors de la dernière journée. Il marque en finale en 2018, alors que son équipe est battue de justesse pour le championnat universitaire.
Pati joue actuellement pour Pago Youth en FFAS Senior League aux Samoa américaines. 
En tour préliminaire de la Ligue des champions de l'OFC 2019, il donne l'avance à son équipe contre le club cookien de Tupapa Maraerenga lors du dernier match de qualification avant de s'incliner 1-2 et de terminer dernier du groupe.

### Carrière internationale
Pati fait partie des équipes de jeunes des Samoa américaines pour les tours préliminaires du Championnat d'Océanie des moins de 17 ans 2017, du Championnat d'Océanie des moins de 19 ans 2018 et du Championnat d'Océanie des moins de 16 ans 2018. Il représente également les Samoa américaines dans des équipes de futsal de jeunes pour lesquelles il est un buteur prolifique.
En juillet 2019, il reçoit sa première convocation avec l'équipe des Samoa américaines pour les Jeux du Pacifique 2019. Le 8 juillet 2019, il fait ses débuts lors d'une défaite 0-5 contre la Nouvelle-Calédonie. Quatre jours plus tard, il marque son premier but, égalisant contre les Tuvalu (match nul 1-1). Toutefois, cette rencontre n'est pas considérée comme officielle par la FIFA.